# Förmögenhetsrätt
Förmögenhetsrätt är en huvudavdelning inom civilrätt. Den reglerar ekonomiska rättigheter och skyldigheter mellan två eller flera parter. I de fall parterna är släkt med varandra kan dock familjerätten vara tillämplig.
Förmögenhetsrätten kan indelas i en allmän och en speciell del. Till den allmänna delen hör regler som är gemensamma för alla förmögenhetsrättsliga områden. Till den allmänna delen hör i stort sett samtliga regler om förpliktelsernas uppkomst (avtalsläran), vissa grundläggande regler om förpliktelsernas innehåll, förändring och upphörande (obligationsrätten), samt regler om konkurrerande förpliktelser och hänsyn till tredje mans intressen (sakrätten).
Förmögenhetsrättens speciella del berör de regler som endast äger giltighet inom ett avgränsat område. Hit hör exempelvis särskilda regler om överlåtelser (olika typer av köp, byte och gåva) nyttjanderätter (arrende, lägenhetshyra, lokalhyra och hyra av lös egendom, samt försträckning i penningar och annan lös egendom), pant, borgen, materiella uppdrag (byggnadsentreprenader, arbete på annans egendom, transport och deposition), immateriella uppdrag (sysslomannaskap, fastighetsmäkleri, försäkringsmäkleri, finansiell rådgivning, kommission), anställning och försäkring m.fl. avtalstyper.